# Домик Петра I (Дербент)
Домик (землянка) Петра I — место ночлега царя Петра I во время Персидского похода 1722 года. От землянки сохранился только фундамент, над которым в XXI веке возведён культурно-исторический комплекс, включающий павильон-колоннаду, памятник первому российскому императору и здание музея. Музейный комплекс, открытый в 2015 году, является структурным подразделением Музея-заповедника «Дербентская крепость».
Главный экспонат музейного комплекса — останки землянки, в которой Пётр I останавливался во время пребывания в Дербенте.

## История
В 1722 году во время Персидского похода Пётр І останавливался на ночлег в специально построенной для него двухкомнатной земляной хижине, укрытой от летнего зноя. Объект был расположен примерно в 100 м к западу от берега моря и в 50 м к югу от Северной крепостной стены и состоял из двух небольших комнат. Царь пробыл в Дербенте три дня и отправился с войском и флотом далее, на Баку, оставив в древней крепости русский военный гарнизон.
В 1848 году наместник Кавказа князь Воронцов приказал обнести хижину каменной оградой. На каменные столбы повесили якорные цепи и установили чугунную плиту с надписью «Место первого отдохновения Петра Великого 23.08.1722 г.». Вокруг ограды установили три пушки, отлитые в 1715 году. Позже, во второй половине XIX века над землянкой был сооружен монументальный павильон из каменных квадратных колонн под шатровой железной кровлей. Достопримечательность не раз посещали члены императорской семьи и многие другие известные люди. В их числе — писатель Александр Дюма (отец) в 1858 г. и Николай II в 1914 г.
Хижина царя была утрачена в XX веке во время Гражданской войны. В советское время памятнику истории не придавали значения, вследствие чего постройка уходила все глубже под грунт.
Здание-колоннада была перестроена в жилой дом, окружающая территория также активно застраивалась промышленными и жилыми объектами, а остатки землянки первого российского императора были погребены под новым фундаментом.

## Воссоздание
В 2015 году домику присвоили статус музейный комплекс «Дом Петра I в Дербенте». На средства благотворительного фонда Зиявудина Магомедова «Пери» были проведены раскопки на месте землянки и восстановлена колоннада, построенная над землянкой в XIX веке. Рядом возведено современное музейное здание.

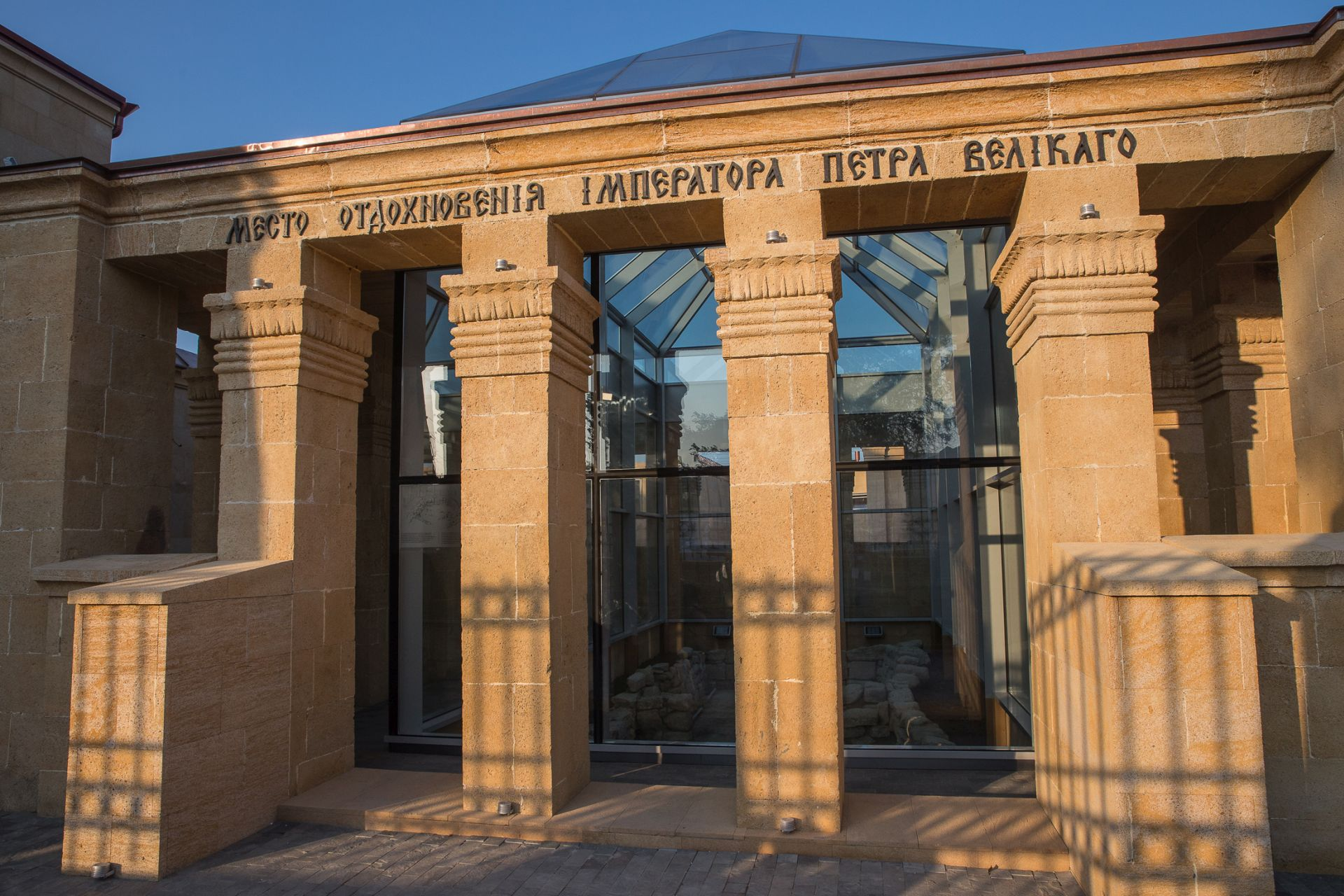
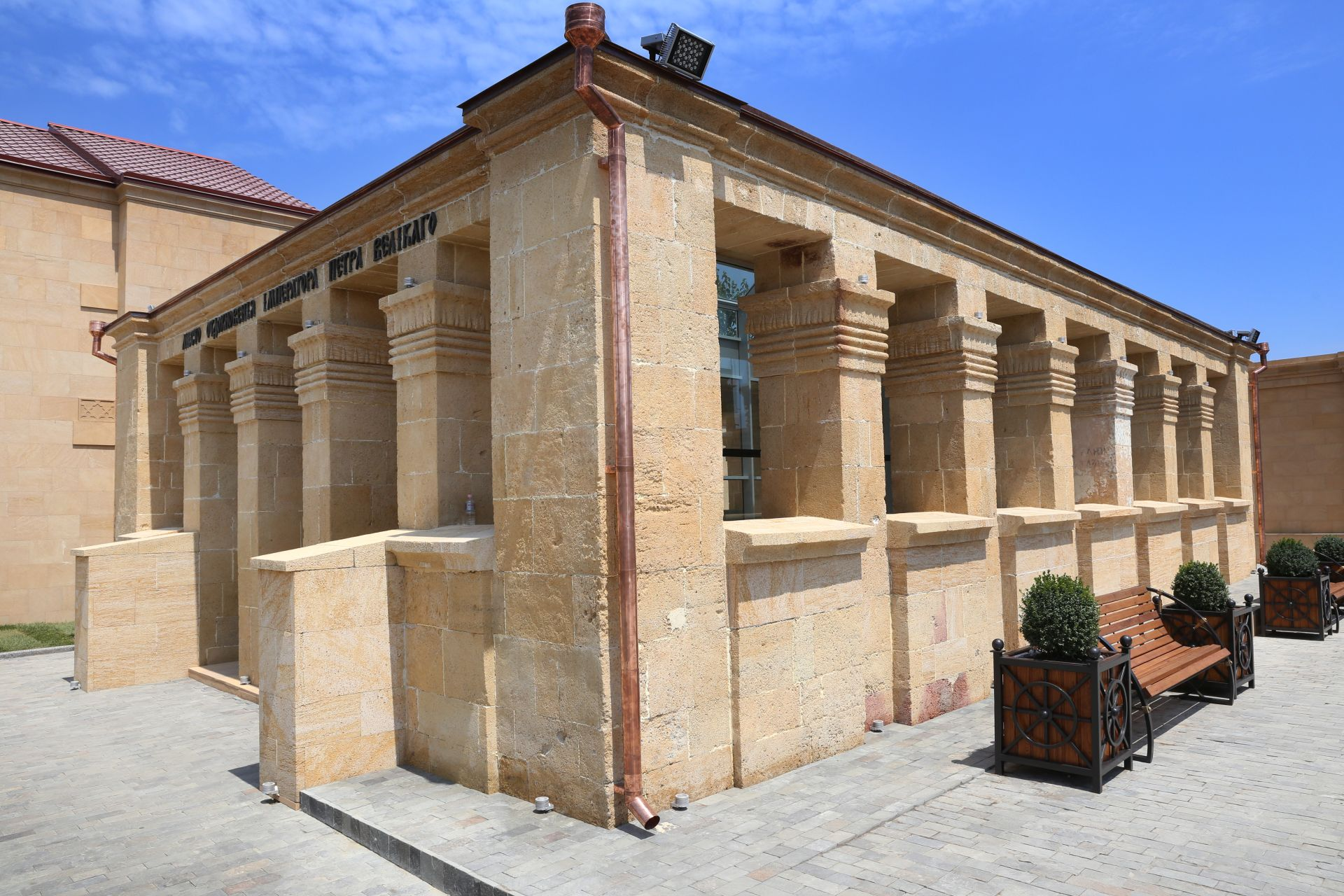
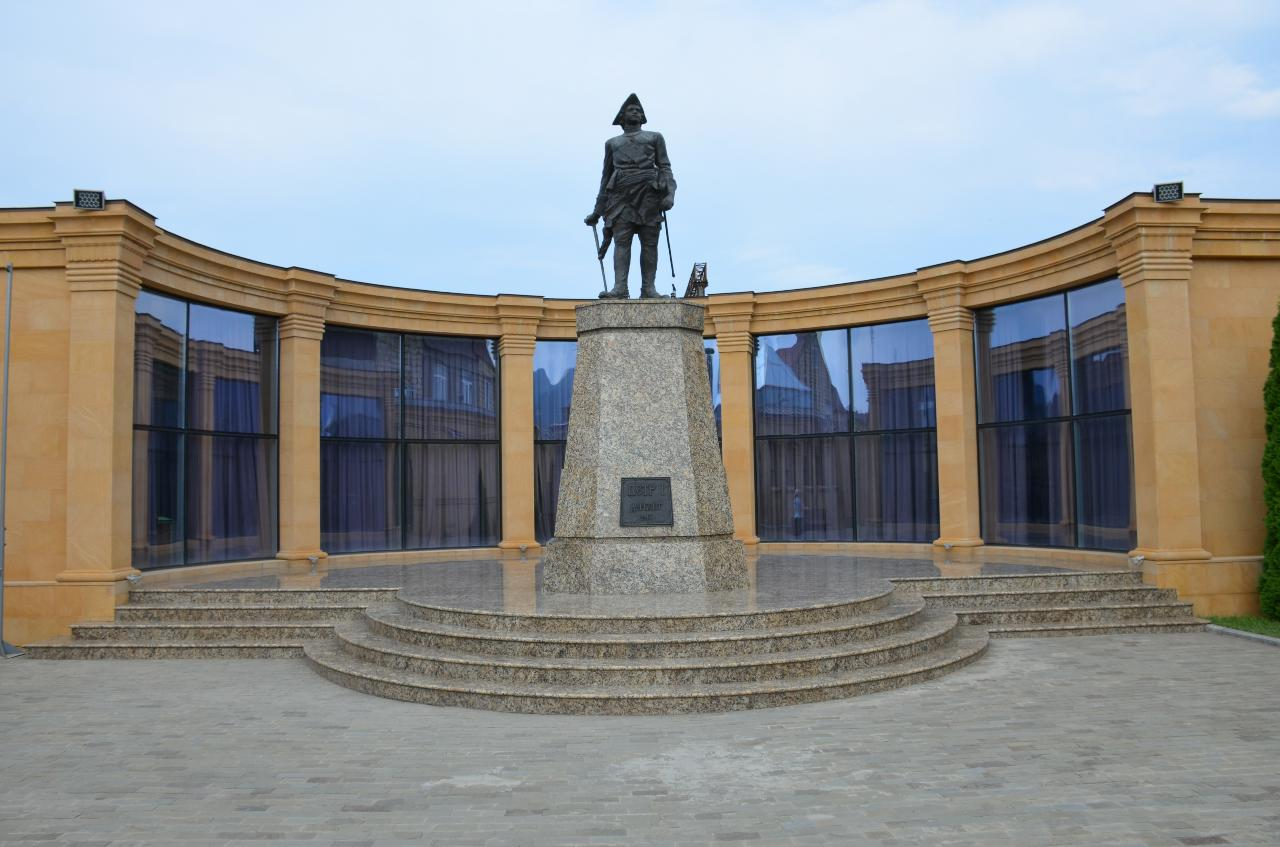